# 蔡鑰
蔡鑰（1509年—？），字伯啓，號衡江，湖廣承天衛官籍陝西同州人，明朝政治人物。

## 生平
湖廣鄉試第二十名舉人。嘉靖二十六年（1547年）中式丁未科會試第二百六十名，登第二甲第四十五名進士。都察院觀政，歷潼川、嘉定二州知州，升南京户部员外郎。

## 家族
曾祖蔡英，昭毅將軍 都指揮僉事；祖父蔡良，昭毅將軍 指揮使；父蔡深，監生。前母李氏；母王氏。慈侍下。兄蔡銘，训导；蔡欽，明威将軍、署指挥同知。弟蔡錬。子蔡稳、蔡凭。